# Kamikaze Kaito Jeanne
Kamikaze Kaito Jeanne är en manga-serie författad av Arina Tanemura. Ursprungligen publicerades den mellan åren 1998 och 2000 men är senare utgiven i sju volymer.

## Handling
Serien handlar om en tjej, Maron Kusakabe, som verkar helt vanlig på ytan, med skola, vänner och rytmgymnastik, men som i själva verket är konsttjuven Kaito Jeanne, den återfödda Jeanne d'Arc, som stjäl tavlor för att försegla demoner som finns i tavlorna. En dag möter hon sin rival Kaito Sindbad. Maron vet inte att Sindbad i själva verket är Chiaki Nagoya, som flyttat in i samma hus och börjat i hennes skola. Till sin stora förskräckelse inser Maron att hon börjar förälska sig i Chiaki, vilket komplicerar saker och ting. Marons bästa vän, som också är med mycket i serien, vet inte att hon är konsttjuven Jeanne och hon gör allt för att få tag i henne, eftersom hennes pappa är polis. Som medhjälpare har Maron den lilla semiängeln Fin Fish, och även Chiaki har den svarta ängeln Access Time.

## Kamikaze Kaito Jeanne på svenska
De sju volymerna finns utgivna på svenska. De publicerades under åren 2005-2006 av Egmont Kärnan. För översättning svarade Björn Åström.